# Command and Control (film)
Pour les articles homonymes, voir Command and Control.
Pour plus de détails, voir Fiche technique et Distribution.
Command and Control est un film documentaire américain réalisé en 2016 par Robert Kenner à partir du livre homonyme écrit par Eric Schlosser en 2013 et basé sur l'explosion d'un missile Titan à Damascus le 18 et 19 septembre 1980.
Il a été initialement diffusé aux États-Unis au Festival du film de Tribeca puis au Royaume-Uni, lors du festival du film documentaire Sheffield Doc/Fest (en) le 11 juin 2016. Le film est diffusé le 10 janvier 2017 sur les ondes de PBS dans le cadre de la série American Experience.

## Synoptis
Le documentaire s'appuie sur l'accident de Damascus pour démontrer les risques induits par les failles techniques et celles de la chaîne de commandement du système d'armement nucléaire des États-Unis. Le film utilise des documents obtenus au prix de six années d'efforts de demandes d'accès à l'information auprès des autorités américaines lors de la rédaction du livre du même nom, ainsi que des témoignages d'anciens militaires et des habitants résidant à proximité du site des missiles.

## Accueil
En février 2017, Command and Control a remporté le prix du meilleur scénario de film documentaire à la 69e cérémonie des Writers Guild of America Awards.
Il a reçu 95 % de critiques favorables d'après Rotten Tomatoes et une note de 77 % (pour 15 critiques) sur Metacritic, dont :
- Le magazine Variety[8] : « La folie de l'homme et l'inévitabilité du désastre sont les deux moteurs qui alimentent Command and Control, un documentaire captivant et consternant du réalisateur de Food, Inc., Robert Kenner [...]. »
- Farran Smith Nehme dans le New York Post[9] : « Les images d'archives sont combinées à des reconstitutions quelque peu feintes, mais le film atteint son but : celui de nous rappeler que nous avons encore des milliers de bombes, et que ni elles - ni nous - ne sommes devenu beaucoup plus intelligents. »
- Mick LaSalle du San Francisco Chronicle[10] : « Enfant, je m'inquiétais de la guerre nucléaire. Je n'ai jamais réalisé que j'aurais dû m'inquiéter d'un accident nucléaire. »

## Tournage
Des parties du film ont été tournées au Musée du missile Titan à Green Valley en Arizona.